# 伊勢路 (熊野古道)

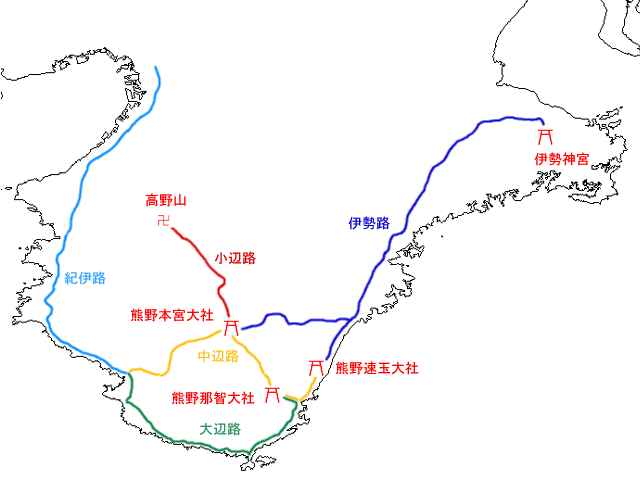
熊野古道の地図
図中の青い道が伊勢路

熊野古道の伊勢路（いせじ）とは、伊勢国・伊勢神宮から、熊野三山（熊野本宮大社、熊野速玉大社、熊野那智大社）へ通じる参詣道であり、熊野参詣道のひとつである。伊勢神宮から熊野速玉大社までの総距離は約170km。
国の史跡「熊野参詣道」（2000年〈平成12年〉11月2日指定）の一部として、2002年（平成14年）12月19日に追加指定を受けている。2004年（平成16年）7月に登録されたユネスコの世界遺産『紀伊山地の霊場と参詣道』の構成資産の一部。世界遺産登録区間は断続的に計32.9km。
古くから、伊勢神宮と熊野三山を結ぶ交通路で『東海道中膝栗毛』にも登場し、「伊勢へ七度、熊野へ三度」と呼ばれる信仰の路であった。紀伊路などの和歌山県側の古道が貴族にも多く利用されてきたのに対して、伊勢路は主に庶民が利用する道として歴史を重ねてきた。

## 歴史
熊野古道として人々の注目を浴びてきたのは主に和歌山県側の道であり、庶民が主に利用した伊勢路が注目されることは1980年代までほとんどなかった。一方で、1970年代頃より一部の地域住民が伊勢路に関心を抱き、山中に埋もれた古道の掘り起こしや古道ウォーキングなどの活動を開始した。1994年（平成6年）には三重県と東紀州8市町村が合同で東紀州地域活性化事業推進協議会を立ち上げ、熊野古道の整備を重点施策に掲げ、伊勢路の調査と広報を開始した。世界遺産化においても、伊勢路を有する三重県では、奈良県や和歌山県に比べ盛り上がりに欠けていたが、伊勢文化舎が雑誌『伊勢人』で取り上げたことで三重県民の関心が高まり、登録に至るきっかけを与えた。他方で多くの東紀州の地域住民にとって伊勢路は「いつもの散歩道」という感覚であり、世界遺産登録後も基本的に認識の変化はない。

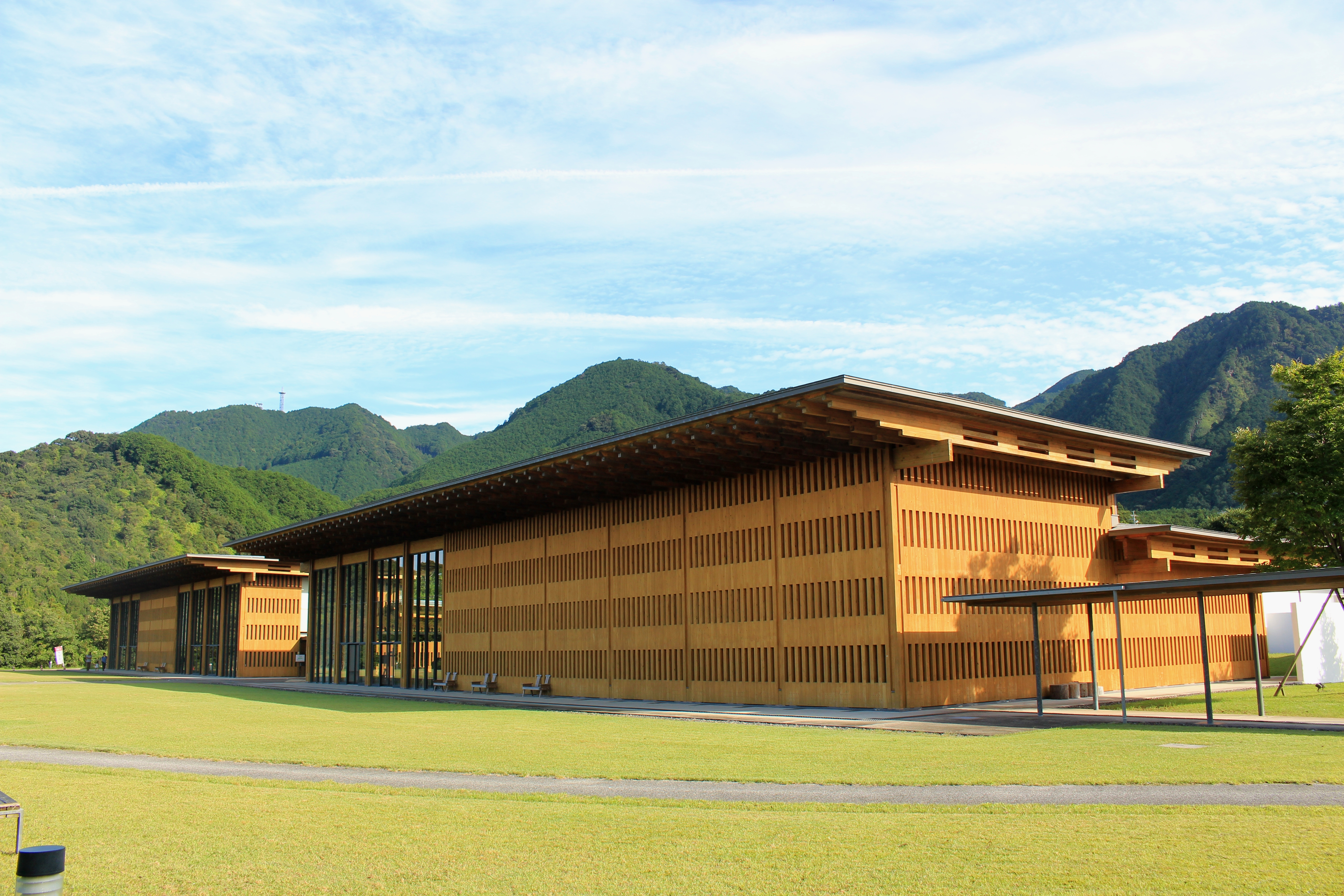
三重県立熊野古道センター

2007年（平成19年）2月10日に、三重県立熊野古道センターが尾鷲市向井にオープンした。同センターは伊勢路とその周辺の自然・歴史・文化を対象とし、これらの保全・活用の拠点として、また世界遺産「紀伊山地の霊場と参詣道」の東の入り口としての役割を担っており、熊野古道の保存や研究に関わってきた個人や団体が結集して発足した特定非営利活動法人（NPO）熊野古道自然・歴史・文化ネットワークが指定管理者として管理運営を行っている。
東紀州観光地域振興公社によれば、2012年（平成24年）の熊野古道伊勢路の観光客数は273,673人であり、前年比9.3%の増加となった。2014年（平成26年）に世界遺産登録から10年を迎えたことから10周年記念事業が開催され、同年の観光客数は過去最高の約429,000人を記録、経済効果は21億7千万円と推定された。

### 観光客数の推移
| 1996年（平成8年）  | 3,000人   |
| 1997年（平成9年）  | 10,000人  |
| 1998年（平成10年） | 30,000人  |
| 1999年（平成11年） | 141,000人 |
| 2000年（平成12年） | 76,000人  |
| 2001年（平成13年） | 83,000人  |
| 2002年（平成14年） | 92,000人  |
| 2003年（平成15年） | 113,000人 |
| 2004年（平成16年） | 156,000人 |
| 2005年（平成17年） | 146,000人 |
| 2012年（平成24年） | 273,673人 |
| 2014年（平成26年） | 429,000人 |
| 2023年（令和5年）  | 304,695人 |

## コース
2012年（平成24年）に最も観光客数の多かった「浜街道・花の窟」には3割に相当する91,844人が訪れた。2位は馬越峠、3位はツヅラト峠であった。始神峠は山中に埋もれていたところを地域住民により発掘・再整備されて通行可能となった。
- ツヅラト峠コース
- 荷坂峠コース
- 一石峠・熊谷道コース
- 始神峠コース

- 馬越峠コース
- 八鬼山越えコース
- 三木峠～羽後峠コース
- 曽根次郎坂・太郎坂コース
- 二木島峠～逢神坂峠コース
- 波田須～大吹峠コース
- 観音道コース
- 松本峠～花の窟コース

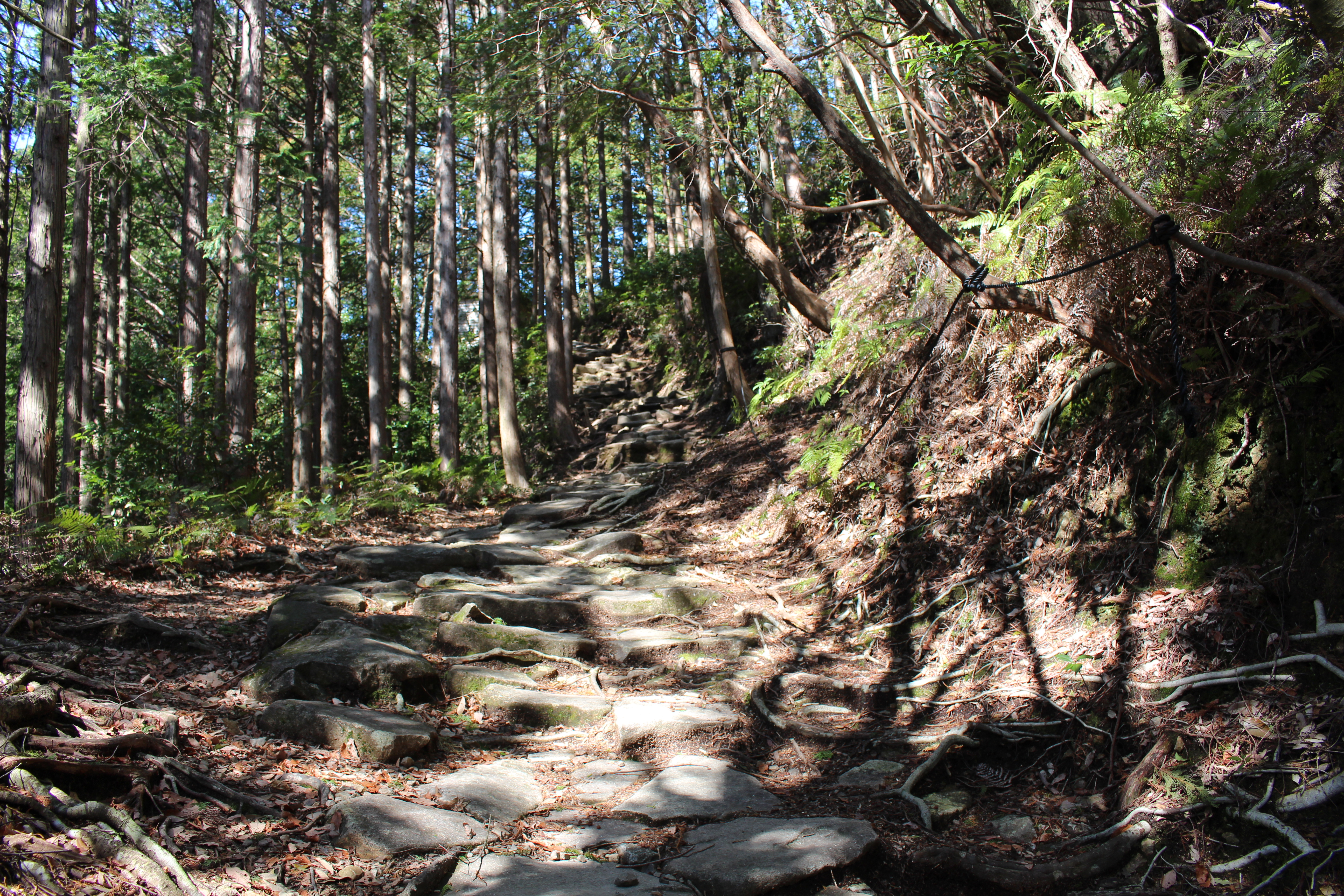
尾鷲市側から馬越峠を越える熊野古道伊勢路の石畳道

- 横垣峠コース（平成23年台風第12号により2013年5月現在通行止め[11]）
- 風伝峠コース
- 通り峠コース
- 川端(川丈)街道
- 七里御浜
- 浜街道コース(北)
- 浜街道コース(南)

## 注
1. 1 2  浅井貴司・小坂亮太・福永保典・井上喜博"「次の一歩」 高まる機運 2014みえ回顧 ② 熊野古道 世界遺産10周年"中日新聞2014年12月24日付朝刊、三重版10ページ
2. ↑  “熊野参詣道”. 国指定文化財等データベース.  文化庁. 2009年6月11日閲覧。
3. ↑  世界遺産登録推進三県協議会、2005、『世界遺産 紀伊山地の霊場と参詣道』、世界遺産登録推進三県協議会（和歌山県・奈良県・三重県）pp.39,75
4. 1 2 3 4 5 6 7 8 9 10 11 12 13  安食 2007, p. 379.
5. 1 2  折戸 2007, p. 86.
6. ↑  伊勢志摩経済新聞"熊野古道の世界遺産登録に貢献した地域文化誌「伊勢人」創刊30周年"2011年10月14日（2013年3月18日閲覧。）
7. ↑  三重の法則研究委員会 編 2015, p. 45.
8. ↑  折戸 2007, p. 87.
9. ↑  山口 2007, p. 22.
10. ↑  折戸 2007, p. 85, 87.
11. 1 2 3 4 5  宮崎正嗣"浜街道・花の窟「一人勝ち」 熊野古道伊勢路 昨年の観光客数 全体の3割9万1844人 マイカー利便性反映"中日新聞2013年5月5日付朝刊、三重版20ページ
12. 1 2 3  令和５年　熊野古道伊勢路来訪者数推計値について
13. ↑  安食 2007, p. 380.